# Грушевское (Донецкая область)
Грушевское (укр. Грушівське) — село на Украине, находится в Великоновосёлковском районе Донецкой области.
Код КОАТУУ — 1421284402. Население по переписи 2001 года составляет 8 человек. Почтовый индекс — 85512. Телефонный код — 6243.

## Адрес местного совета
85512, Донецкая область, Великоновосёлковский район, с. Поддубное, пр. Киевский, 30, 97-1-34